# Pierre-Christophe Baguet
Pour les articles homonymes, voir Baguet.
Pierre-Christophe Baguet, né le 11 mai 1955 à Paris, est un homme politique français. Membre des Républicains, il est maire de Boulogne-Billancourt depuis 2008.
Ancien dirigeant du Parti social-démocrate, puis de l'Union pour la démocratie française (UDF) dont il a été secrétaire national, il est membre du groupe UDF à l'Assemblée nationale jusqu'à son exclusion en octobre 2006 lorsqu'il annonce son intention de soutenir Nicolas Sarkozy à l'élection présidentielle de 2007. Il est le premier député UDF à avoir soutenu Nicolas Sarkozy. De 2007 à 2012, il siège au groupe UMP à l'Assemblée nationale. Délégué de circonscription de l'UMP (devenu LR) de Boulogne-Billancourt depuis 2010, secrétaire national et membre du bureau politique de l'UMP, il est délégué de la 9e circonscription des Hauts-de-Seine pour Les Républicains depuis le 31 janvier 2016.

## Biographie

### Origines et vie familiale
Pierre-Christophe Baguet naît le 11 mai 1955 dans le 14e arrondissement de Paris.
Il arrive à Boulogne-Billancourt « à l'âge de huit jours », où sa famille habite dans un immeuble communautaire situé 14, rue de Sèvres. Son père, journaliste au sein du groupe Bayard Presse, fonde en 1968 le magazine Notre Temps, et sa mère employée d'une crèche. Le couple a cinq enfants,.
Le 29 mai 1981, il épouse Marie-Odile Dubor. De ce mariage, naissent cinq enfants.

### Études et formation
Il est auditeur de la 55e session (2002-2003) de l'Institut des hautes études de défense nationale.

### Carrière professionnelle
Animateur sportif en 1977, il est nommé en 1978 directeur départemental de l'IFAC 78 (Institut de Formation d'Animateurs de Collectivités pour les Yvelines) et responsable national pour le secteur Loisirs-Enfance-Jeunesse.
En 1983, André Santini, alors député-maire d'Issy-les-Moulineaux, l'appelle à ses côtés pour diriger son cabinet. Il deviendra ensuite, lors de la première cohabitation (1986-1988), chef de cabinet du même André Santini, alors secrétaire d'État aux Rapatriés puis ministre délégué à la communication.
En 1988, il est assistant parlementaire du député André Santini, puis directeur de la communication de la ville d'Issy-les-Moulineaux et chef de cabinet du député-maire.
À la fin de l'aventure ministérielle avec André Santini, il prend la tête d'Issy-Média, la société d'économie mixte qui gère la communication d'Issy-les-Moulineaux, avant de créer en 1993 sa propre entreprise de conseils en communication,.
En 1996, il quitte cette activité professionnelle pour se consacrer entièrement à ses fonctions électives au service de Boulogne-Billancourt.

### Carrière politique

#### Député des Hauts-de-Seine
Au cours de ses 15 années de mandat parlementaire (1997-2012), Pierre-Christophe Baguet s'intéresse particulièrement à la famille et aux questions de communication.
À la veille du premier tour des élections législatives de 2002, Pierre-Christophe Baguet est victime d'une entreprise de déstabilisation par la diffusion d'un tract anonyme et mensonger dans toutes les boîtes aux lettres de Boulogne-Billancourt. L'enquête de police et la justice identifieront les responsables parmi les élus de la majorité du maire de l'époque.
Durant la XIIe législature, il fonde le « groupe d’études sur le scoutisme » et sauve le scoutisme menacé par un texte réglementaire signé en 2002 par Marie-George Buffet, alors ministre de la Jeunesse et des Sports, qui le soumettait aux mêmes règles que les centres de loisirs, et il est l'auteur d’un rapport consacré à la radio numérique et à la replanification de la bande FM.
En 2006, il coordonne le « Manifeste parlementaire pour la défense du droit fondamental de l'enfant d'être accueilli et de s'épanouir dans une famille composée d'un père et d'une mère », contre l'homoparentalité.
À la veille du premier tour des élections législatives de 2007, Pierre-Christophe Baguet (alors vice-président du groupe d'amitié France-Israël) est à nouveau victime d'une campagne de diffamation et de dénigrement avec des propos qualifiés d'antisémites d'une rare violence dont l'auteur sera identifié et condamné.
Pierre-Christophe Baguet ne désire pas se représenter aux élections législatives de 2012 dans la 9e circonscription de Boulogne-Billancourt et apporte son soutien à la candidature de Claude Guéant, celui-ci sera battu par Thierry Solère, ancien premier adjoint au maire,. Lors de ce soutien, Pierre-Christophe Baguet est au centre d’une polémique à la suite de la distribution aux habitants de la circonscription législative d’une lettre initialement envoyée par Claude Guéant à l’AFP où ce dernier annonçait sa candidature. La lettre est imprimée sur papier à en-tête ministériel et sa diffusion en 65 000 exemplaires va à l’encontre du code électoral qui proscrit l’utilisation d’un en-tête officiel pour faire campagne. D'après Pierre-Christophe Baguet, Claude Guéant était au courant et aurait donné son aval pour cette opération de communication, information démentie par ce dernier lors d’une conférence de presse. Lors de cette même campagne électorale, Pierre-Christophe Baguet fait publier un texte sur le site de la mairie de Boulogne-Billancourt dans laquelle il annonce qu'il se rallie à la candidature de Claude Guéant. La loi électorale interdit toutefois l'utilisation des portails de communication officielle à des fins partisanes dans le cadre d'une campagne électorale[source insuffisante].

#### Maire de Boulogne-Billancourt
Alors président du club de  Basket de l'ACBB (Athlétic Club de Boulogne-Billancourt), il est élu pour la première fois au conseil municipal de Boulogne-Billancourt en 1983 sur la liste de Georges Gorse, député-maire.
Il reçoit le 15 novembre 2007 l'investiture UMP pour l'élection municipale de Boulogne-Billancourt en mars 2008 et conduit une liste d'union de la droite et du centre UMP, Nouveau Centre, Parti radical.
En 2008, Béatrice Belliard, adjointe au maire, publie sur le journal officiel de la ville, Boulogne-Billancourt Information, un article qualifiant le budget laissé par le maire Pierre-Mathieu Duhamel et son adjoint aux finances Jean-Pierre Fourcade « d’insincère » et annonçant avoir trouvé « des caisses vides ». Les deux anciens maires portent plainte contre elle et Pierre-Christophe Baguet pour diffamation. Du fait de son statut de parlementaire, Pierre-Christophe Baguet ne peut pas être poursuivi. Thibaut de Sade, codirecteur de la publication du journal et directeur de cabinet de Pierre-Christophe Baguet est mis en examen. Le 9 mars 2010, le tribunal correctionnel de Nanterre les condamne à une amende de 2 500 euros, Béatrice Belliard pour complicité de diffamation et Thibaut de Sade pour diffamation.
Avec l'architecte Jean Nouvel et en présence de Patrick Devedjian, président du conseil général des Hauts-de-Seine, il dévoile le 7 juillet 2010 le nouveau projet pour l'Île Seguin. Ce projet s'inscrit dans la « Vallée de la culture » autour de deux grands pôles : la cité musicale du conseil général des Hauts-de-Seine et le futur pôle d'art contemporain privé « R4 », de Natural Lecoultre.
Le projet d'aménagement de l'Île Seguin a conduit au dépôt de cinq recours contentieux (quatre recours de particuliers et un recours associatif) contre la délibération adoptée par le conseil municipal de Boulogne-Billancourt le 16 juin 2011 approuvant la révision simplifiée du plan local d'urbanisme et prévoyant 310 000 mètres carrés de construction.
Pierre-Christophe Baguet retire le 11 mai 2011 sa délégation à son premier adjoint, Thierry Solère « pour des raisons d’insuffisance d’engagement dans la vie publique - il n’a participé en 2011 ni au vote du budget de la ville, ni à celui de GPSO, ni à celui du conseil général -, de manque de loyauté vis-à-vis de la majorité municipale et des électeurs boulonnais, de confiance ». Thierry Solère a par la suite présenté sa démission d’adjoint au maire (courrier du 11 mai 2011 au préfet des Hauts-de-Seine) et trois autres membres du conseil municipal l'ont suivi en démissionnant de leurs fonctions : Guillaume Gardillou et Mathieu Barbot le 12 mai 2011 et Pascal Fournier quelques jours après,.[source insuffisante]
Le 16 décembre 2012, les Boulonnais choisissent, après 20 ans de tergiversations, leur projet d'aménagement de l'île Seguin, dans le cadre d'une votation — unique en France — organisée par Pierre-Christophe Baguet. C’est le projet no 2 qui est retenu, avec 41,41 % des voix,.
Entre 2008 et 2013, la ville de Boulogne-Billancourt a connu huit contrôles ou audit autant publics que privés : deux fois la chambre régionale des comptes, la société de notation financière Standard & Poor's, l'association France Active, le ministère des Finances… tous ont conclu à la bonne gestion de la ville, de la société anonyme d'économie mixte Val de Seine Aménagement (qui aménage les ex-terrains Renault) et de la communauté d'agglomération Grand Paris Seine Ouest [réf. nécessaire].
Aux élections municipales de mars 2014, la liste qu'il conduit frôle la victoire au 1er tour le 23 mars en battant notamment la liste conduite par Thierry Solère et Pierre-Mathieu Duhamel qui revendiquaient les soutiens d'Alain Juppé et Bruno Le Maire. La liste de Pierre-Christophe Baguet remporte ainsi 44 des 55 sièges au second tour le 30 mars.
La liste qu'il conduit arrive en tête du premier tour des élections municipales de 2020, avec 56,05 % des voix.
En 2024, la décision de fermer la patinoire municipale déclenche une vive polémique. Début 2025, les controverses liées à cette décision contribuent à l'éclatement de la majorité municipale avec l'exclusion de conseillers et la présence de plusieurs listes de droite aux élections législatives partielles du 2 février. Le maire offre de vendre pour 1 euro la patinoire aux associations.
Il décide en mars 2025 de se retirer temporairement de sa fonction après un conseil municipal « houleux » au cours duquel des journalistes auraient été agressé par des agents de sécurité.

#### Président de Grand Paris Seine Ouest
Grand Paris Seine Ouest est née le 1er janvier 2010 de la fusion de deux communautés d'agglomération : Val de Seine et Arc de Seine. Elle regroupe huit communes des Hauts-de-Seine : Boulogne-Billancourt, Chaville, Issy-les-Moulineaux, Marnes-la-Coquette, Meudon, Sèvres, Vanves et Ville-d'Avray. Depuis le 1er janvier 2016, la communauté d'agglomération Grand Paris Seine Ouest (GPSO) est devenue un établissement public territorial de la Métropole du Grand Paris (établissement public de coopération intercommunale). Président de la communauté d'agglomération de 2010 à 2015, Pierre-Christophe Baguet a été élu président du Territoire Grand Paris Seine Ouest le 5 janvier 2016.

## Résultats électoraux

### Élections municipales
| Année | Parti | Parti | Commune              | Position      | 1er tour | 1er tour | 1er tour | 2d tour | 2d tour | 2d tour | Sièges (CM) |
| Année | Parti | Parti | Commune              | Position      | Voix     | %        | Issue    | Voix    | %       | Issue   | Sièges (CM) |
| ----- | ----- | ----- | -------------------- | ------------- | -------- | -------- | -------- | ------- | ------- | ------- | ----------- |
| 2008  |       | UMP   | Boulogne-Billancourt | Tête de liste | 14 725   | 42,52    | 1er      | 15 080  | 44,28   | Élu     | 40 / 55     |
| 2014  |       | UMP   | Boulogne-Billancourt | Tête de liste | 18 744   | 48,75    | 1er      | 20 641  | 57,84   | Élu     | 44 / 55     |
| 2020  |       | LR    | Boulogne-Billancourt | Tête de liste | 14 166   | 56,05    | Élu      |         |         |         | 45 / 55     |

## Mandats et fonctions politiques

### Mandats nationaux
- 12/06/1997 - 19/06/2012 : Député de la 9e circonscription des Hauts-de-Seine (candidat d'union, il est réélu au premier tour à 61 % en 2002 et 59,32 % 2007).
- Le 09/10/2006, il est exclu du groupe UDF de l'Assemblée nationale après avoir déclaré son soutien dès le premier tour de la présidentielle à Nicolas Sarkozy. Toutefois, ses collègues conseillers généraux lui renouvellent leur confiance en le confirmant comme président du groupe UDF et apparentés du Conseil général des Hauts-de-Seine. Il participe à la fondation en janvier du Cercle démocrate, républicain et social avec André Santini et d'autres UDF soutiens de Nicolas Sarkozy, et en devient secrétaire général.
- Le 10 juin 2007, il est réélu député de la 9e circonscription des Hauts-de-Seine. Candidat de la « majorité présidentielle », investi par l'UMP, il remporte l'élection dès le premier tour avec 59,3 % des voix. Il siège au groupe UMP à l'Assemblée nationale.

### Mandats locaux
- 14 mars 1983 - 19 mars 1989 : conseiller municipal de Boulogne-Billancourt (Hauts-de-Seine)
- 30 mars 1989 - 24 juin 1995 : adjoint au maire de Boulogne-Billancourt (Hauts-de-Seine)
- 25 juin 1995 - 18 mars 2001 : premier adjoint au maire de Boulogne-Billancourt (Hauts-de-Seine), délégué aux Affaires scolaires et universitaires et à la Jeunesse
- 18 mars 2001 - 16 mars 2008 : conseiller général des Hauts-de-Seine (Canton de Boulogne-Billancourt-Nord-Est) - président de la commission des Finances et du Patrimoine (2001 - 2007) - vice-président du conseil général chargé de la Sécurité (2007 - 2008) - président du comité départemental du tourisme des Hauts-de-Seine - président du groupe UDF, composante de la majorité départementale UMP-UDF - vice-président de l'Union départementale des offices de tourisme et syndicats d'initiative des Hauts-de-Seine
- De juin 2007 à mars 2008, vice-président du conseil général des Hauts-de-Seine chargé de la sécurité et de la prévention.
- depuis le 21 mars 2008, maire de Boulogne-Billancourt. réélu en 2014
- 10 avril 2008 - 5 janvier 2009 : président de la Communauté d'agglomération Val de Seine
- 16 avril 2008 : vice-président de l'Association des maires des Hauts-de-Seine
- 20 juin 2008, il est élu président du Syndicat mixte des Coteaux et du Val de Seine
- 5 janvier 2010, président de la communauté d'agglomération Grand Paris Seine Ouest[35].
- 22 mars 2015, élu conseiller départemental du canton Boulogne-Billancourt-1

### Fonctions politiques
Le 22 octobre 2010, il est élu délégué de circonscription de l'UMP de Boulogne-Billancourt par les militants.
Le 31 janvier 2016, il est élu délégué de la 9e circonscription des Hauts-de-Seine Les Républicains (Boulogne-Billancourt)

## Démêlés judiciaires
Dans l'affaire dite de « la Lettre de vœux » du 3 janvier 2012, Pierre-Christophe Baguet, député sortant des Hauts-de-Seine, avait joint la déclaration de candidature de Claude Guéant à sa lettre de vœux aux boulonnais. Le parquet, qui a considéré qu'il s'agissait d'un financement illégal de campagne financé par la ville de Boulogne-Billancourt, a demandé d'« infliger une très, très sérieuse mise en garde » à Pierre-Christophe Baguet, à savoir le maximum de la peine pour financement illicite de campagne, soit un an d'emprisonnement avec sursis et 3 750 euros d'amende. Ces deux hommes incarnent une « corruption des mœurs politiques qui irradie et pousse d'autres personnes dans son sillage », a considéré la procureure. En première instance, Pierre-Christophe Baguet avait été condamné à huit mois d'emprisonnement assortis d'un sursis simple et à une amende de 3 750 euros.
Le 2 octobre 2024, la cour d’appel de Versailles annule cette condamnation et relaxe Pierre-Christophe Baguet de tous les chefs d’accusation.

## Distinctions
Le 13 mai 1996, Pierre-Christophe Baguet est nommé chevalier dans l'Ordre national du Mérite au titre de « conseil en communication ; 20 ans d'activités professionnelles et de services militaires ».
Depuis le 30 avril 2014, il est titulaire de la médaille de la jeunesse, des sports et de l'engagement associatif, « échelon or ».

## Pour approfondir